# Shawn Michaels
Michael Shawn Hickenbottom, även känd som Shawn Michaels, född 22 juli 1965 i Chandler, Arizona, är en amerikansk professionell fribrottare. Han är mer känd som HBK eller "The Heartbreak Kid".
Shawn Michaels började i WWE 1988 med sin partner Marty Jannetty och slutade 2010. Han kommer från San Antonio i Texas och har vunnit följande utmärkelser: 3 gånger WWE Champion; World Heavyweight Champion; 1995 och 1996 Royal Rumble winner; 3 gånger Intercontinental Champion; 3 gånger World Tag Team Champion 3 gånger; European Champion. Shawn Michaels var den förste att gå in i Royal Rumble på första plats och sedan vinna hela Royal Rumble.
HBK är medlem och skapare av den legendariska gruppen D-Generation X tillsammans med Triple H (Paul Levesque).
Shawn Michaels har gjort en hel del historiska matcher. Bland annat världens första ladder match (en ladder match går ut på att ta titel bältet som hänger ovanför ringen med hjälp av en stege), och även historiens första Hell in a cell-match (en match som avgörs i en enorm stålbur). 
Han tog sin första WWF Champion-titel i 60-minuters Ironman-matchen mot Bret Hart i Wrestlemainia XII för WWF championship-bältet den 31 mars 1996, den första Ironman-matchen (går ut på att få motståndaren att bli uträknad eller ge upp flest gånger på 60 minuter) i historien.
Den 29 mars 2010 tog Shawn Michaels wrestlingkarriär slut för WWE, då han blev besegrad av Undertaker i en "retire match" (innebar att han var tvungen att sluta för WWE om han förlorade) i Wrestlemania.  